# Brüsseler Opernhaus La Monnaie/De Munt

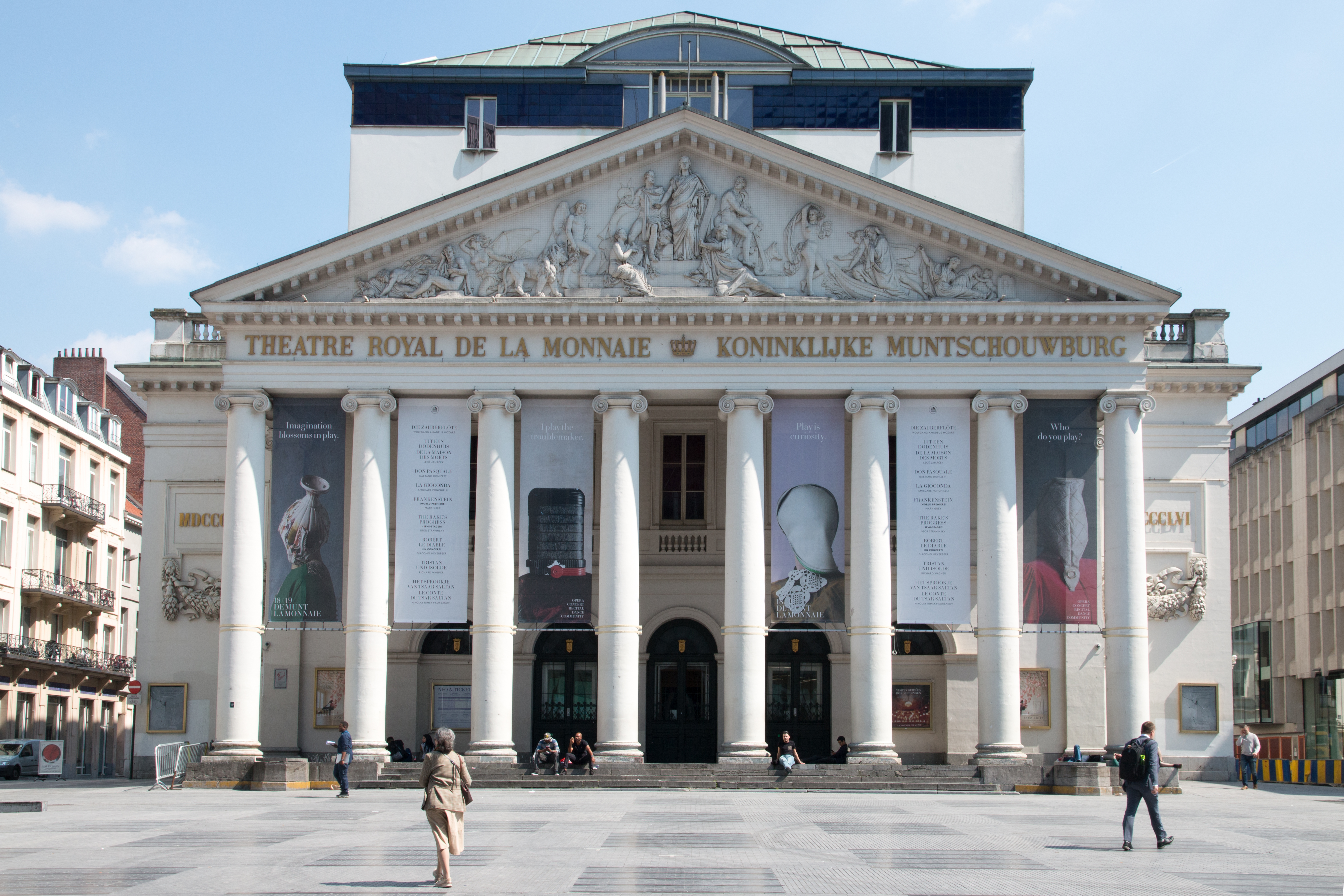
Die Brüsseler Oper mit dem klassizistischen Vorbau von 1819

Das Théâtre Royal de la Monnaie oder kurz La Monnaie (im Französischen) bzw. De Koninklijke Muntschouwburg, kurz De Munt (im Niederländischen; deutsch etwa „Königliches Theater an der Münze“), ist das königliche Brüsseler Opernhaus.

## Beschreibung
Das erste Theatergebäude an diesem Ort wurde um 1700 an Stelle der vormaligen Münze errichtet, die wie große Teile Brüssels dem französischen Bombardement zum Opfer gefallen war. Das Théâtre de la Monnaie hatte im 18. Jahrhundert den Ruf, einer der schönsten Theaterbauten Europas zu sein. Achtzig Jahre später wurden mehrere Pläne erstellt, das Opernhaus zu erweitern und zu renovieren. Doch erst 1818 ließ die Stadt Brüssel ein vollkommen neues Theater hinter dem alten Gebäude errichten. Das heutige Opernhaus stammt aus den Jahren 1855/56, das den 1819 eingeweihten Vorgängerbau ersetzte, der im Januar 1855 einem Theaterbrand zum Opfer gefallen war. Eine umfangreiche Renovierung und Modernisierung fand 1985 nach Plänen des belgischen Architekten Charles Vandenhove statt, die alten Originalfarben kommen jetzt wieder zur Geltung, auch wenn das neue Gesamtbild gelegentlich zu kontroversen Meinungen Anlass gab.
Das Monnaie-Theater ist heute eines der renommiertesten Opernhäuser Europas, insbesondere seit Maurice Béjart 1960 mit dem von ihm ins Leben gerufenen Ballet du XXe siècle, dem Ballett der Monnaie, Furore machte und Gerard Mortier von 1982 bis 1992 die Generaldirektion innehatte. 
Derzeitiger Intendant ist Peter De Caluwe, der sein Amt im August 2007 von Bernard Foccroulle übernahm und Ende 2025 ausscheidet. De Caluwe war vorher bereits Dramaturg an dieser Oper und Operndirektor der Nationale Opera in Amsterdam. Musikalischer Leiter der Monnaie ist seit 2015 Alain Altinoglu, nachdem er 2011 zum ersten Mal dort dirigiert hatte.
Ab Januar 2026 ist die Hamburgerin Christina Scheppelmann als Intendantin nominiert. Sie ist noch Generaldirektorin der Seattle Opera und wechselt für die geordnete Übergabe bereits zum Juli 2025 nach Brüssel.

## Geschichte

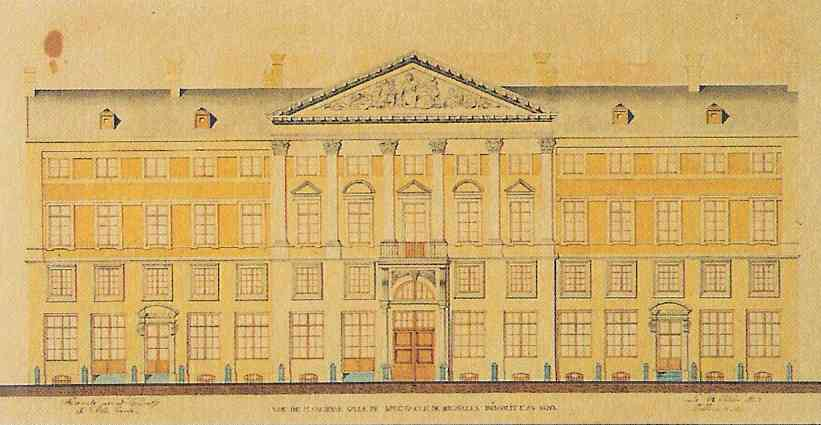
Die erste Fassade des Monnaie-Theaters im 18. Jahrhundert

Nach der Zerstörung Brüssels durch die Truppen Ludwigs XIV. im Jahre 1695 wurden auf den Ruinen der alten Münze das Theater sur la Monnoye durch die venezianischen Architekten Paolo und Pietro Bezzi erbaut. Maximilian II. Emanuel von Bayern, Generalstatthalter der Spanischen Niederlande, hatte seinen Bankier Gio Paolo Bombarda beauftragt, ein neues öffentliches Opernhaus im Herzen der Stadt zu errichten. Die feierliche Einweihung fand im Laufe des Jahres 1700 statt, die erste Erwähnung einer Aufführung vom 19. November 1700 bezog sich auf die Oper Atys, welche zum siebzehnten Kronjubiläum Philipp V. von Spanien im Beisein des Statthalters gegeben wurde. Während der ersten fünfundzwanzig Jahre nach der Erbauung wurden in erster Linie Opern von Jean-Baptiste Lully nach Libretti von Philippe Quinault (1635–1688) aufgeführt.
Als 1724 Maria Elisabeth von Österreich – eine Tochter des „komponierenden Kaisers“ Leopold I. – Statthalterin wurde, gelangten in erster Linie venezianische Opern zur Aufführung. Während der Jahre 1730 bis 1745 wechselte häufig, zum Teil im Rhythmus weniger Monate, die Theaterleitung. Erst als 1744 Karl Alexander von Lothringen, Schwager der Kaiserin Maria Theresia, Statthalter der Österreichischen Niederlande wurde, erlangte das Haus seinen guten Ruf zurück, häufig bezeichnete man es in dieser Zeit als die beste Oper nach Paris. Nach 1765 eiferte man der Comédie-Française nach, die folgenden fünfzehn Jahre waren sehr zur Freude des Publikums durch die Opera buffa geprägt. Ab 1772 leitete Ignaz Vitzthumb die Geschicke der Oper und gab ihr neue Impulse durch Einladungen der Pariser Truppe, welche sowohl ihre Werke als auch solche, die ausschließlich für die Monnaie geschaffen wurden, in Brüssel aufführte.
Nach der französischen Machtübernahme im Jahr 1795 war die Monnaie lediglich ein Provinztheater. Vollständig heruntergekommen wurde das Gebäude abgerissen und durch ein nach Plänen des französischen Architekten Louis Damesme (1757–1822) errichtetes neues Haus ersetzt. Die feierliche Eröffnung war am 25. Mai 1819 mit der Oper La caravane du Caire von André-Ernest-Modeste Grétry.
Belgische Geschichte wurde in der Monnaie geschrieben, als am 25. August 1830, anlässlich des 59. Geburtstages von König Wilhelm I. der Niederlande die Oper La muette de Portici von Daniel-François-Esprit Auber gegeben wurde. Bereits durch das Duett „Amour sacré de la patrie“ („Heilige Liebe zum Vaterland“) angeheizt, geriet nach der Arie des Masaniello, der im dritten Akt mit einer Axt in der Hand sang: Laufet zur Rache! Die Waffen, das Feuer! Auf daß unsere Wachsamkeit unserem Leid ein Ende bereite! das Publikum außer Kontrolle. Es erhob sich und rief „Aux armes! Aux armes!“ („Zu den Waffen!“). Dies gilt als der Auslöser zur Belgischen Revolution, die zur Unabhängigkeit des Landes von den Niederlanden führte.

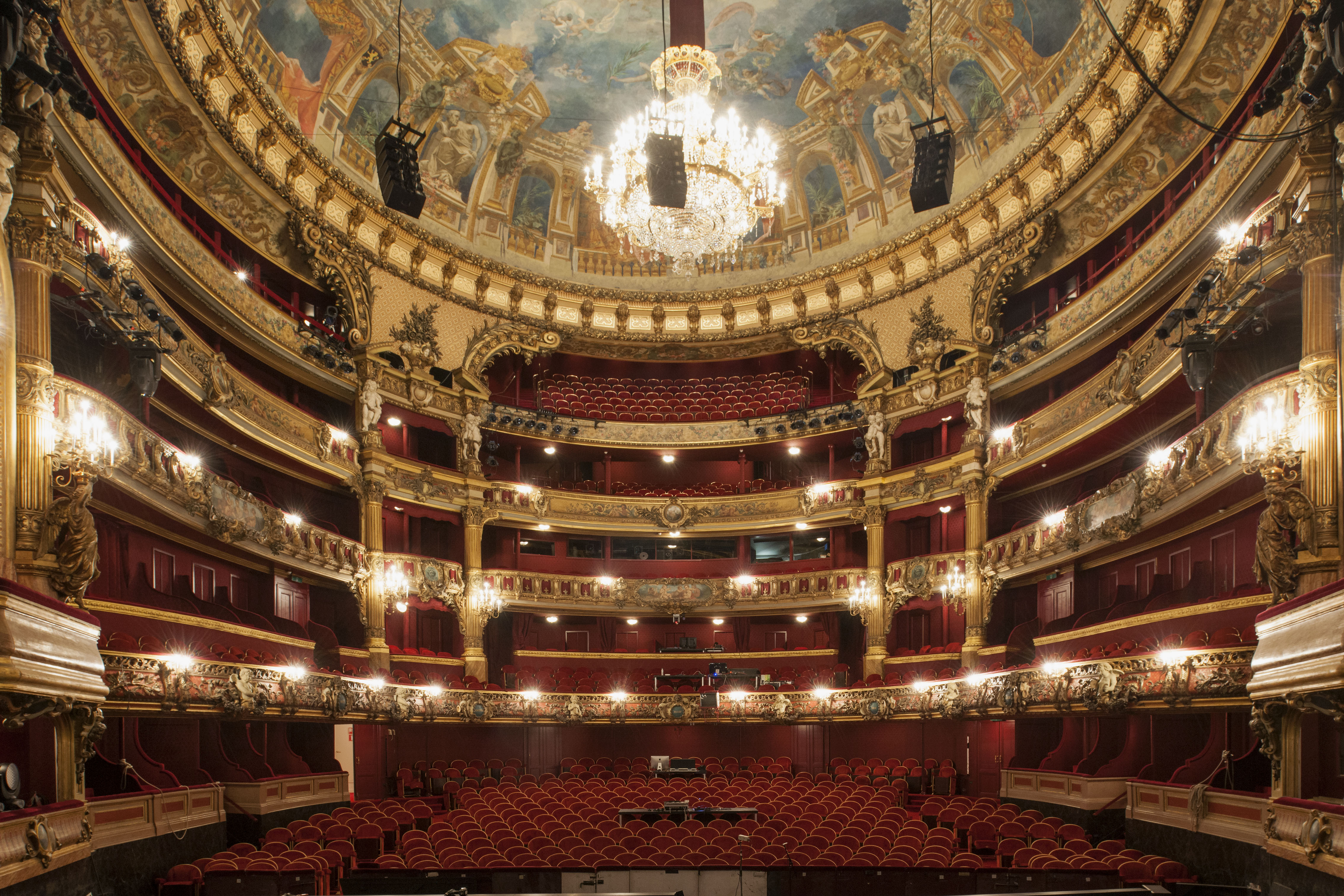
Der heutige Innenraum der Monnaie, 2017

Am 21. Januar 1855 wurde der Theatersaal durch ein Feuer vernichtet. Der 1853 durch den Bildhauer Eugène Simonis (1810–1882) errichtete neo-klassizistische Säulenvorbau blieb erhalten. Der Wiederaufbau das Saales (mit 1150 Sitzplätzen) nach französischem Vorbild und des prunkvollen großen Foyers (250 Plätze) stand unter der Leitung des Brüsseler Architekten Joseph Poelaert. Die Einweihung wurde am 24. März 1856 mit einer Aufführung der Opéra-comique Jaguarita l’Indienne von Fromental Halévy begangen. Das Repertoire der Monnaie wurde nun – ähnlich wie das der Pariser Opernhäuser – von Komponisten der französischen Oper wie Halévy, Auber, François-Adrien Boieldieu und Giacomo Meyerbeer und von Werken italienischer Komponisten wie Gioachino Rossini, Gaetano Donizetti, Vincenzo Bellini und Giuseppe Verdi beherrscht. Am Ende des 19. Jahrhunderts wurde die Monnaie zudem zu einem Zentrum des Wagnérisme, nachdem die Aufführung der Werke Richard Wagners in Paris auf größere Probleme gestoßen waren. Am 19. Dezember 1881 erlebte Jules Massenets Hérodiade ihre Uraufführung an der Monnaie.